# Mijaíl Kushnir
Mijaíl Kushnir –en ruso, Михаил Кушнир– (8 de octubre de 1967) es un deportista ucraniano que compitió en lucha libre. Ganó una medalla de bronce en el Campeonato Mundial de Lucha de 1986 y dos medallas en el Campeonato Europeo de Lucha, plata en 1989 y bronce en 1993.

## Palmarés internacional
| Representando a la URSS |                    |                   |           |
| Campeonato Mundial      |                    |                   |           |
| Año                     | Lugar              | Medalla           | Categoría |
| 1986                    | Budapest (Hungría) | Medalla de bronce | 48 kg     |
| Campeonato Europeo      |                    |                   |           |
| Año                     | Lugar              | Medalla           | Categoría |
| 1989                    | Ankara (Turquía)   | Medalla de plata  | 52 kg     |
| Representando a Ucrania |                    |                   |           |
| Campeonato Europeo      |                    |                   |           |
| Año                     | Lugar              | Medalla           | Categoría |
| 1993                    | Estambul (Turquía) | Medalla de bronce | 52 kg     |